# Fernand Verhesen
Fernand Verhesen, né à Bruxelles le 3 mai 1913 et mort le 20 avril 2009, est un poète, traducteur, éditeur et essayiste belge.

## Biographie
Fernand Verhesen naît à Saint-Gilles. Après des études de philologie romane à l'Université Libre de Bruxelles, il commence une carrière d'enseignant en 1937 à l'École Moyenne C (devenue depuis l'Athénée Adolphe Max) et, parallèlement, il enseigne la langue et la littérature espagnoles à l'U.L.B.
Il fonde en 1939 Les Cahiers nouveaux de France et de Belgique, date à laquelle il se rapproche des milieux littéraires belges, notamment le Journal des Poètes dont il deviendra co-directeur.
Il publie son premier recueil, Fontaine aux mensonges, en 1938; suivrons Passage de la terre (1939), le Temps cache (1941), les Echos et les ombres (1943), le Jour naturel (1947), Voir la nuit (1947). "Sa poesie, a ecrit Paul Chaulot, illumine d'etonnantes metaphores le monde nocturne ou l'homme n'a jamais decele qu'une image de la mort."
En 1949, il fonde sa maison d'éditions Le Cormier dont le catalogue comportera plus de 130 ouvrages. Il commence par imprimer lui-même, sur une presse à bras, aidé de son ami, le peintre René Mels. Il éditera notamment Maurice Blanchard, René Char, Philippe Jones, Claire Lejeune, Vicente Huidobro, Roberto Juarroz (dont il est le premier traducteur en langue française), Alfredo Silva Estrada, Laura Cerrato, ...
Pierre-Yves Soucy, Rédacteur en Chef du Courrier du CIEP à partir de 1989, reprendra la suite du Cormier.
En 1951, il est un des organisateurs des Rencontres Européennes de Poésie, qui deviennent dès 1952 les Biennales Internationales de Poésie, tenues à Knokke. En 1954, d'après une idée discutée durant la Biennale internationale de poésie, il fonde le Centre international d'études poétiques et publie, en 1955, le Courrier du CIEP. Le "CIEP" servira de centre de documentation sur la poésie, se dotant d'une Bibliothèque internationale de poésie. En 1956, il devient secrétaire du Jury du Grand Prix International de Poésie, d'une valeur de 100 000 F. et décerné lors des Biennales. 
En 1964, il enseigne un an les langue et littérature françaises à l'Université Columbia de New York. 
Fernand Verhesen ne publia aucun recueil entre 1947 et 1970, se concentrant sur ses activités de critique, d'éditeur et de traducteur. Il publie Franchir la nuit en 1970, Les clartés mitoyennes en 1978, L'Archée en 1981, Secrète assonance en 1990, L'instant sans appel en 1996, À la lisière des mots en 2003, L'instant de présence en 2007, ...
En 1973, il est élu à l'Académie royale de langue et de littérature françaises de Belgique, succédant à Paul-Henri Spaak au fauteuil 21. 
Egalement traducteur d'espagnol, on lui doit la version française du recueil de Lope de Vega (les Poesies lyriques), de plusieurs poetes sud-americains, parmi lesquels la poétesse argentine Alejandra Pizarnik, Où l'avide environne (éd. Le Cormier, 1974). À la mort de Vicente Huidobro, il est un des rares à oeuvrer pour sa traduction et sa mémoire dans l'espace littéraire francophone. Au travers du CIEP, il entretenait de nombreuses correspondances avec l'Amérique latine. 
On lui doit aussi des essais sur la poésie, notamment sur les rapports poésie-mathématiques.